# Diocèse d'Oran
Ne doit pas être confondu avec Diocèse d'Orán.
Le diocèse d'Oran, en Algérie, a été érigé canoniquement le 25 juillet 1866 par le pape Pie IX. Il est un suffragant de l'archidiocèse d'Alger. Le siège épiscopal est situé à la cathédrale Sainte-Marie (en) d'Oran, dans le quartier El Maqarri (Saint-Eugène).

## Histoire
Aux premiers siècles de l'ère chrétienne, il n'y avait pas moins de 123 diocèses dans la Maurétanie Césarienne, avec Tlemcen qui était un important siège apostolique. Au Ve siècle, l'évêque Honorat fut exilé par le roi Huneric pour avoir nié l'arianisme.
L'invasion arabe a détruit beaucoup d'églises, mais l'historien Abou-Obed-El Bekri rapporte qu'en 963, il y avait des églises et des chrétiens à Tlemcen. Les soldats chrétiens sont au service des rois maures jusqu'en 1254. En 1290, une bulle de Nicolas IV indique qu'Oran est sous la juridiction d'un évêché marocain.
Oran, probablement d'origine maure, est prise par les Espagnols dans une croisade en 1509, et ceux-ci gouvernent jusqu'en 1708, puis de 1732 à 1792. Après une longue polémique opposant le cardinal Francisco Jiménez de Cisneros au franciscain Luis Guillen qui, alléguant une bulle papale, prétend être l'évêque d'Oran, la ville dépend pendant toute la période de l'archevêque de Tolède, qui y est représenté par un vicaire,. Les Français occupent la région le 10 décembre 1830.
Le pèlerinage de Notre-Dame du Salut est fondé en 1849. Il y avait des ordres religieux dans ce diocèse avant la loi sur les associations de 1901. Au début du XXe siècle, il y a plus de 273 500 diocésains catholiques répartis dans 82 paroisses d'Oranie.
La population catholique, déjà très amoindrie par l'exode massif de 1962, continue de s'étioler jusqu'en 1965, et l'Église diocésaine se dessaisit au profit des autorités civiles de nombreux biens immobiliers sans usage désormais : églises, presbytères, salles paroissiales, écoles. De 1963 à 1973, la quasi-totalité des églises des villes et villages d'Oranie sont remises aux autorités algériennes. Elles sont transformées en mosquées ou bâtiments culturels (notamment la cathédrale transformée en bibliothèque), et parfois désaffectées.

## Le diocèse actuel

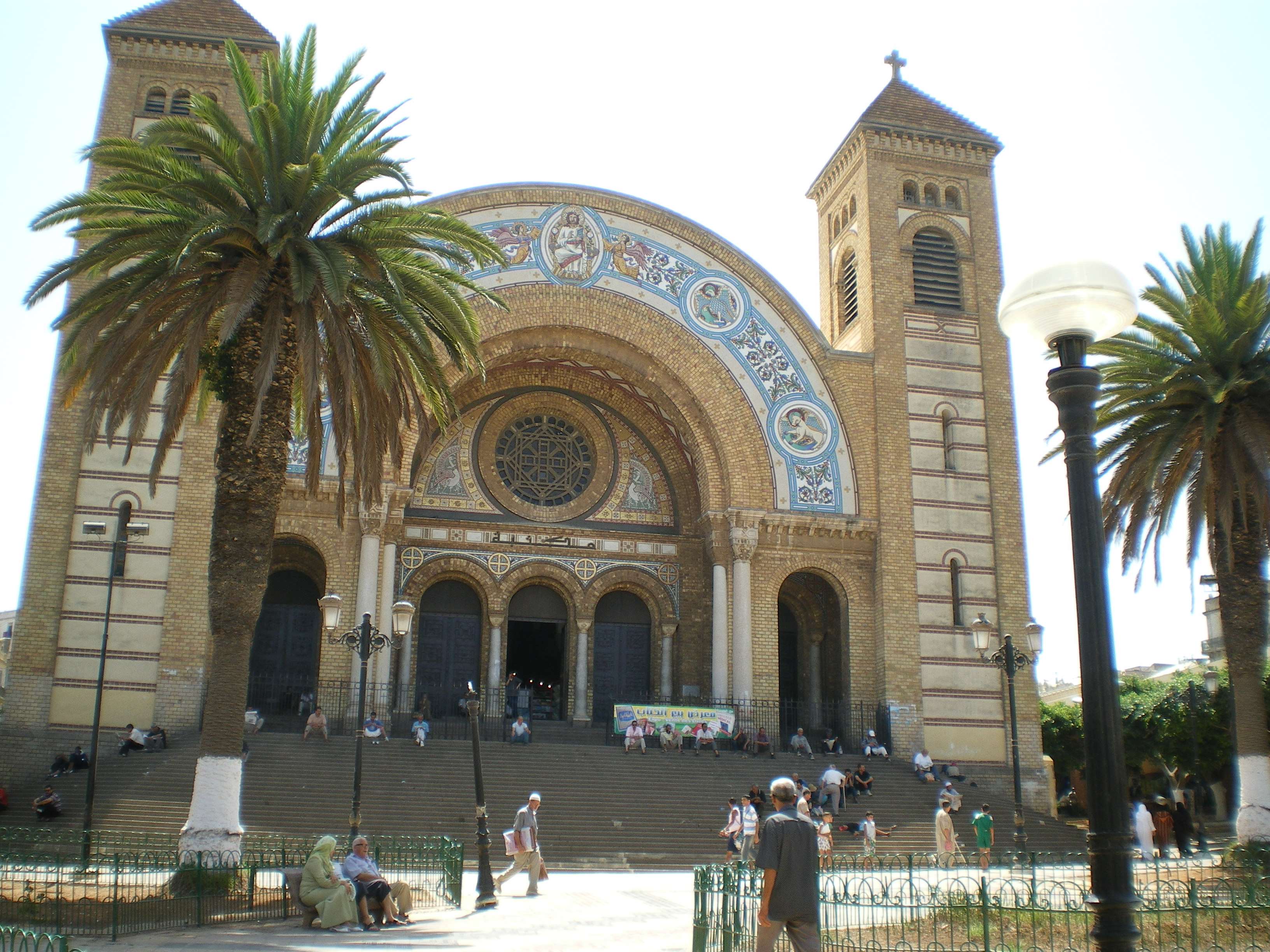
La cathédrale du Sacré-Cœur d'Oran.

La circonscription du diocèse s'étend sur les wilayas d'Aïn Témouchent, Mascara, Mostaganem, Oran, Relizane, Saïda, Sidi Bel Abbès, Tlemcen, et sur une partie de celles de Tiaret et de Naâma. En 2023, il y a 1 630 fidèles catholiques (400 en 2004), répartis dans six paroisses de ce diocèse, une fraction infime de la population totale de 10 712 760 habitants.
Treize prêtres exercent leur ministère dans le diocèse oranais, et il y a cent-vingt-cinq fidèles par prêtre. Les fidèles chrétiens sont tous partis après la guerre d'Algérie. Les violences politiques des années 1990 ont aggravé la situation, car en 1990 il y avait 7 000 fidèles.
Les lieux de culte habituels sont au nombre de douze : quatre dans la wilaya d'Oran, quatre dans celle de Tlemcen, et les quatre autres à Mascara, Mostaganem, Sidi Bel Abbès et Tiaret.
La salle faisant office de cathédrale dans les locaux de l'évêché d'Oran a été consacrée, après embellissement, le 26 novembre 2010. Cette cathédrale Sainte-Marie est la troisième cathédrale oranaise, après l'église Saint-Louis située dans le vieil Oran, quartier El Houari (cathédrale de 1867 à 1913, aujourd'hui désaffectée), et la cathédrale du Sacré-Cœur inaugurée en 1913, consacrée le 30 avril 1930, et devenue bibliothèque en 1984. Jamais achevée, la cathédrale Sainte-Marie abrite dans une chapelle le corps du bienheureux Pierre Claverie.

## Évêques

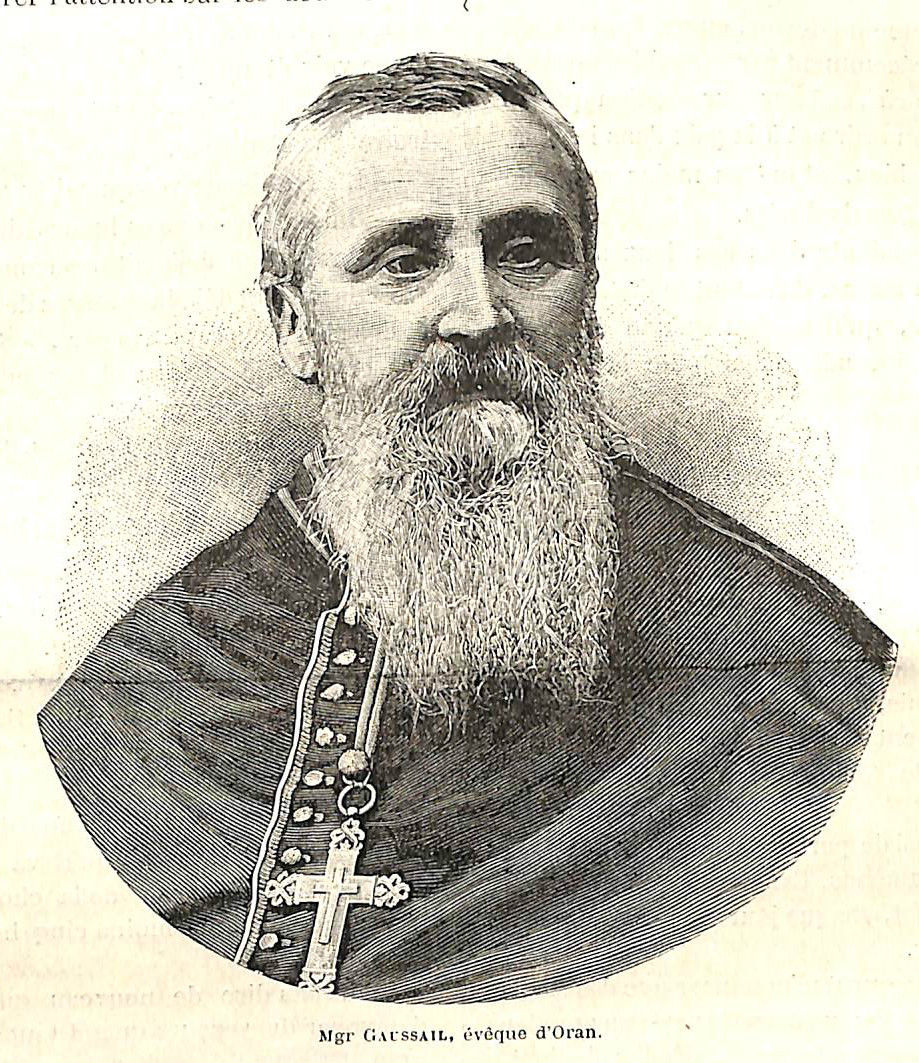
Mgr Gaussail, évêque d'Oran, en 1884.

- 1867 - 1875 : Jean-Baptiste-Irénée Callot
- 1876 - 1880 : Louis-Joseph-Marie-Ange Vigne
- 1880 - 1884 : Pierre-Marie-Etienne-Gustave Ardin
- 1884 - 1886 : Noël Gaussail
- 1886 - 1898 : Géraud-Marie Soubrier
- 1898 - 1910 : Édouard-Adolphe Cantel
- 1911 - 1914 : Pierre-Firmin Capmartin
- 1915 - 1920 : Christophe-Louis Légasse
- 1920 - 1945 : Léon Durand[6], précédemment évêque titulaire de Tricomie (de)
- 1946 - 1972 : Bertrand Lacaste
- 1972 - 1980 : Henri Teissier
- 1981 - 1996 : Pierre Claverie, op, assassiné le 1er août 1996 par des extrémistes, quelque temps après les sept moines cisterciens du monastère de Tibhirine.
- 1998 - 2012 : Alphonse Georger
- 2012 - 2021 : Jean-Paul Vesco, op[7]
- depuis 2023 : Davide Carraro (it)[8]

## Ordres religieux dans l'histoire du diocèse
- Petits Frères de l'Annonciation, à Misserghin (près d'Oran)
- Jésuites
- Lazaristes
- Sœurs Trinitaires
- Salésiens
- Pères de Timon-David
- Dames africaines (depuis 1970 : Filles de Notre Dame d'Afrique)